# Miguel Laborde
Miguel Laborde (Santiago, 16 de junio de 1949) es un escritor chileno, conocido principalmente por su crónicas históricas publicadas en El Mercurio.

## Biografía
Hijo de René Martín Laborde Duhalde y de Anita Renee Duronea Ansuarena, ambos de ascendencia vasco-francesa, estudió en el Saint George's College donde entre sus profesores estuvo Roque Esteban Scarpa (Premio Nacional de Literatura 1980). Scarpa, que dirigía tanto la Academia Literaria del colegio el taller literario de la Biblioteca Nacional, apoyó la afición por las letras de Laborde, quien llegó a presidir la primera (1966) y fue secretario del segundo (1967-1969).
Siguió leyes en la Universidad de Chile —época en que su pasión por Santiago se profundizó mientras hacía de guía turístico para extranjeros—; luego lo invitaron a trabajar en el departamento de Actividades Culturales de la Vicerrectoría de Comunicaciones de la Católica, donde comenzó con la investigación y las historias. 
A principios de los años 1970 escribió algunos guiones de documentales y en 1973 viajó a Ingolstadt, Baviera, con el fin de crear dos documentales para la televisión alemana, uno de ellos sobre las relaciones de indígenas y sus territorios en América Central y del Sur.
En 1975 regresó a Chile, donde comenzó investigaciones sobre la relación entre el hombre y el territorio en la cosmovisión mapuche, que desembocaron en el libro La selva fría y sagrada.
Para 1980 era columnista del diario El Mercurio con artículos que versaban principalmente sobre la capital chilena y su arquitectura; entre ellos destacaban los de la sección «Lugares con Historia» de la revista Vivienda y Decoración del citado periódico, creada en 1983 y en la que cada sábado Laborde escribía una crónica "sobre monumentos nacionales, casas de interés histórico, calles y plazas de Santiago». Varios libros de Laborde reflejan este interés: Calles del Santiago antiguo, Santiago 1850-1930, Santiago, lugares con historia, con prólogo de Armando de Ramón (Premio Nacional de Historia 1998) y Santiago, región capital de Chile (2005).
Desde 1988 se ha desempeñado como profesor de historia de la arquitectura e historia de ciudades y territorios de Chile en diversas universidades (Andrés Bello y la Católica,  Diego Portales; ha impartido  seminarios semestrales sobre Poética del territorio en Chile en la Escuela de Arte de la Finis Terrae (2001-2002). 
Director de la Sociedad Chilena de Historia y Geografía (desde 1997), es miembro de número del Instituto de Conmemoración Histórica de Chile (1999), miembro del directorio de la Fundación Imagen de Chile desde 2009, miembro honorario del Colegio de Arquitectos (1999), director cultural del Centro de Estudios Geopoéticos, filial chilena del Instituto Internacional de Geopoética, y director cultural del Centro Arrayán y Observatorio de Lastarria; presidente de la Fundación Chile Profundo.
Ha colaborado con diversas publicaciones y desde 2007 dirige la Revista Universitaria de la Universidad Católica.
Además de las obras citadas, ha publicado una biografía del Premio Nacional de Literatura Julio Barrenechea, así como otros libros relativos a Santiago, a la historia de la medicina en Chile, de las mujeres modernas y otros temas; colaboró en el libro  «Revisitando Chile. Identidades, mitos e historias», compilado por Sonia Montecinos (2003).
En abril de 2018 recibió la Orden de Don Pedro de Valdivia en el grado de Caballero-Comendador, otorgada por el Instituto Chileno de Conmemoración Histórica como un reconocimiento a su labor en el rescate y resguardo del patrimonio chileno. Esta medalla ha sido entregada sólo a una veintena de personas desde su creación en 1937.

## Obras
- Templos históricos de Santiago, Editorial El Mercurio, Santiago, 1987
- Calles del Santiago antiguo, Editorial El Mercurio, 1987
- Pioneros del desarrollo. Ciencia, Tecnología e Industria en Chile, Ediciones Museo de Ciencia y Tecnología, Santiago, 1988
- La selva fría y sagrada, Editorial Contrapunto, Santiago, 1989 (reedición: Editorial Catalonia, Santiago, 2011)
- Santiago 1850-1930, con selección fotográfica de José Moreno; Dolmen Ediciones,  Providencia, Santiago, 1997; descargable desde Memoria Chilena
- Santiago, lugares con historia, con prólogo de Armando de Ramón y fotografías de Homero Monsalves; Editorial Contrapunto, Santiago, 1990
- Palacio Errázuriz (una historia personal), con fotografías de Miguel Etchepare; Cochrane, Santiago; descargable desde Memoria Chilena
- Medicina chilena en el siglo XX, editorial de la corporación farmacéutica Recalcine, Santiago, 2002; descargable desde Memoria Chilena
- Vascos en la República de Chile, 1810-2000, Editorial Cruz del Sur, Santiago, 2002
- Contra mi voluntad, biografía de Julio Barrenechea, Ed. Dibam-RIL Editores, Santiago, 2002 descargable desde Memoria Chilena
- Santiago, región capital de Chile, con prólogo de Marcelo Trivelli; Colección Bicentenario, Gobierno Regional Metropolitano de Santiago, Santiago, 2004
- Los parques de Santiago. Historia y patrimonio urbano, Aguas Andinas y Midia producciones, Santiago, 2007
- Iluminando iglesias en América, Edición Enersis, Santiago, 2003
- Barrio El Golf, con fotografías de Guy Wenborne, María del Rosario Alcalde y Jorge Brantmayer, e imágenes de archivo; Edición M. Peña & Asociados Ltda, Santiago de Chile, 2008
- Ten Cities, Edición del Pabellón de Chile en la Expo Shanghái 2010, Impreso en Santiago de Chile, 2010
- La gente de la fruta, Ed. ASOEX, 2011
- Las primeras modernas. Mujeres en Chile 1910-1960, IMTrust- Ediciones UC, 2011
- Cerros, parques y plazas de Vitacura, Municipalidad de Vitacura, 2013
- Georgians, 80 años, edición conmemorativa del colegio Saint George, 2016
- Viña. Relatos, identidad, cultura, Ograma, 2017
- Chile geopoético, Ediciones UC, 2020